# Ordem José Martí
A Ordem José Martí (em castelhano:  Orden José Martí), anteriormente Ordem Nacional José Martí, é uma condecoração de Estado de Cuba criada em 1972 e emendada em 1979. O nome vem de José Martí, o herói nacional de Cuba. O desenho foi criado pelo escultor cubano José Delarra. É uma das ordens mais elevadas do país, junto da Ordem Carlos Manuel de Céspedes e a Ordem da Praia Girón, estando abaixo dos dois títulos honoríficos de Herói da República e Herói do Trabalho.

## História
A Ordem José Martí foi estabelecida pela Lei nº 1239 de 2 de dezembro de 1972. A entrada no sistema de condecorações é confirmada pelo Decreto-Lei nº 30 do Conselho de Estado da República de Cuba, estabelecendo o Sistema de Condecorações e Títulos Honíficos, de 10 de dezembro de 1979.

## Agraciamento
A Ordem José Martí é concedida a cidadãos cubanos ou estrangeiros por seus serviços à causa da paz ou realizações notáveis em educação, cultura, ciência, esportes ou trabalho criativo.

## Características

Barreta original de 1972 a 1979.

A Ordem José Martí teve dois modelos, com o inicial sendo usado de 1972 a 1979, de um tipo convencional, e o segundo modelo que é mais elaborado. Até 1979, a ordem era representada por um disco dourado com um diâmetro de 4cm e uma espessura de 3mm com uma imagem em relevo da efígie de perfil direito de José Martí e a inscrição ORDEN NACIONAL JOSÉ MARTÍ, localizada em um semicírculo à esquerda.
No modelo atual, o anverso do disco tem uma imagem em relevo de raios divergentes do centro com uma estrela de cinco pontas sobreposta, bem como uma coroa de folhas de lavre e carvalho. No centro está a efígie dourada e em relevo de José Martí, separado do resto do desenho por um círculo de esmalte branco com a inscrição JOSÉ MARTÍ / 1853-1895. No reverso há o brasão de armas de Cuba, ao redor está uma inscrição REPÚBLICA DE CUBA / CONSEJO DE ESTADO. Ambas as inscrições são separada por duas estrelas.
Através da fiança em anel, a ordem é anexada a um bloco pentagonal de estilo soviético com uma fita branca com uma faixa com uma borda azul, branca e vermelha à direita.

## Agraciados notáveis

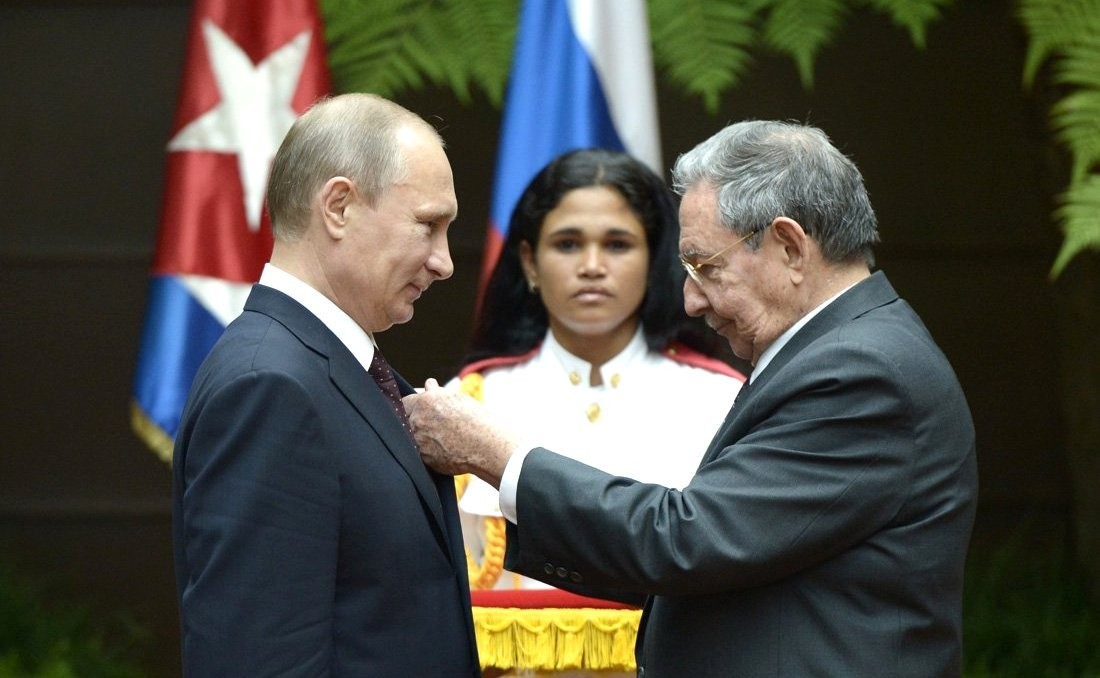
O presidente Raúl Castro condecora o presidente Vladimir Putin com a Ordem José Martí em Havana, em 11 de julho de 2014.

| Nº | Nome                         | Ano  | Profissão                                     | Detalhes | Ref.   |
| -- | ---------------------------- | ---- | --------------------------------------------- | --- | ------ |
| 1  | Salvador Allende             | 1972 | Presidente do Chile                           | Fundador do Partido Socialista do Chile. | [ 9 ]  |
| 2  | Nicolae Ceaușescu            | 1973 | Presidente da República Socialista da Romênia | Ditador comunista romeno de 1965 a 1989. Fuzilado na Revolução Romena de 1989.                                                                                      | [ 10 ] |
| 3  | Erich Honecker               | 1974 | Presidente da Alemanha Oriental               | Secretário-Geral do Partido Socialista Unificado da Alemanha (SED) e Presidente do Conselho de Defesa Nacional. Foi o sexto agraciado com a Ordem.                  | [ 10 ] |
| 4  | Leonid Brezhnev              | 1974 | Líder da União Soviética                      | Líder da URSS por 18 anos. Herói da União Soviética, comissário político e Secretário-geral do Partido Comunista da União Soviética.                                | [ 11 ] |
| 5  | Houari Boumediene            | 1974 | Presidente da Argélia                         | Presidente do Conselho da Revolução da Argélia e presidente vitalício da Argélia.                                                                                   | [ 12 ] |
| 6  | Julius Nyerere               | 1974 | Presidente da Tanzânia                        | | [ 10 ] |
| 7  | Marien Ngouabi               | 1975 | Presidente do Congo                           | General e líder da República Popular do Congo. | [ 13 ] |
| 8  | Michael Manley               | 1975 | Primeiro-ministro da Jamaica                  | | [ 14 ] |
| 9  | Omar Torrijos                | 1976 | Presidente do Panamá                          | Líder Máximo da Revolução Panamenha e Comandante-em-Chefe da Guarda Nacional.                                                                                       | [ 10 ] |
| 10 | Mengistu Haile Mariam        | 1978 | Presidente da Etiópia                         | Presidente do Derg, secretário-geral do Partido dos Trabalhadores da Etiópia e arquiteto do Terror Vermelho Etíope.                                                 | [ 15 ] |
| 11 | Saddam Hussein               | 1978 | Presidente do Iraque                          | Ditador iraquiano de 1979 a 2003. Membro proeminente do Partido Socialista Árabe Ba'ath e da sua ala iraquiana. Enforcado por crimes em 2006.                       | [ 16 ] |
| 12 | Gustáv Husák                 | 1983 | Presidente da Tchecoslováquia                 | Secretário-Geral do Partido Comunista da Tchecoslováquia. | [ 17 ] |
| 13 | Thomas Sankara               | 1984 | Presidente de Burquina Fasso                  | Presidente do Conselho Nacional Revolucionário e chefe-de-estado burkinabê. Apelidado de "Che Guevara africano".                                                    | [ 18 ] |
| 14 | Kim Il-sung                  | 1986 | Líder da Coréia do Norte                      | Patriarca e Presidente eterno da Coréia do Norte. | [ 16 ] |
| 15 | Felipe González              | 1986 | Presidente do Governo da Espanha              | Secretário-geral do Partido Socialista Operário Espanhol (PSOE). | [ 10 ] |
| 16 | Robert Mugabe                | 1986 | Presidente do Zimbábue                        | Líder da União Nacional Africana do Zimbábue (ZANU) na Guerra Civil da Rodésia e responsável pela fome no Zimbábue.                                                 | [ 16 ] |
| 17 | António Mascarenhas Monteiro | 1991 | Presidente de Cabo Verde                      | Primeiro presidente eleito de Cabo Verde. | [ 19 ] |
| 18 | Nelson Mandela               | 1991 | Presidente da África do Sul                   | Preso por terrorismo, presidente do Congresso Nacional Africano (ANC), vencedor do Prêmio Nobel da Paz e primeiro presidente da moderna República da África do Sul. | [ 20 ] |
| 19 | Sam Nujoma                   | 1991 | Presidente da Namíbia                         | Membro fundador e o primeiro presidente da Organização do Povo da África do Sudoeste (SWAPO).                                                                       | [ 21 ] |
| 20 | Jiang Zemin                  | 1993 | Líder do Partido Comunista da China           | | [ 22 ] |
| 21 | Hugo Chávez                  | 1999 | Presidente da Venezuela                       | Líder da Revolução Bolivariana. | [ 16 ] |
| 22 | Owen Arthur                  | 1999 | Primeiro-ministro de Barbados                 | O primeiro-ministro barbadense com mais tempo de serviço e firme defensor da integração regional e da cooperação entre os países do Caribe.                         | [ 23 ] |
| 23 | Alexander Lukashenko         | 2000 | Presidente da Bielorrússia                    | O atual líder europeu com mais tempo de mandato. | [ 24 ] |
| 24 | Ali Abdullah Saleh           | 2000 | Presidente da República Árabe do Iémen        | Presidente do Iêmen do Norte e primeiro presidente do Iêmen unificado.                                                                                              | [ 25 ] |
| 25 | Alicia Alonso                | 2000 | Bailarina                                     | Fundadora do Balé Nacional de Cuba (BNC). | [ 26 ] |
| 26 | Abdelaziz Bouteflika         | 2001 | Presidente da Argélia                         | Presidente argelino com mais tempo de mandato e Presidente da Assembleia Geral das Nações Unidas na sessão de 1974–1975.                                            | [ 27 ] |
| 27 | Hu Jintao                    | 2004 | Líder do Partido Comunista da China           | | [ 28 ] |
| 28 | Antonio Gades                | 2004 | Bailarino de flamenco                         | | [ 29 ] |
| 29 | Abdullah Ahmad Badawi        | 2004 | Primeiro-ministro da Malásia                  | Presidente da Organização Nacional dos Malaios Unidos (UMNO). | [ 30 ] |
| 30 | Rafael Cancel Miranda        | 2006 | Ativista político                             | Poeta, ativista pela independência de Porto Rico e membro do Partido Nacionalista de Porto Rico.                                                                    | [ 31 ] |
| 31 | Dimítris Christófias         | 2009 | Presidente de Chipre                          | Secretário-geral do Partido Progressista do Povo Trabalhador (AKEL).                                                                                                | [ 32 ] |
| 32 | Armando Hart Dávalos         | 2010 | Ministro da Cultura de Cuba                   | Intelectual, revolucionário e presidente da Sociedade Cultural José Martí. Foi agraciado no seu aniversário de 80 anos.                                             | [ 33 ] |
| 33 | Viktor Ianukovytch           | 2011 | Presidente da Ucrânia                         | | [ 34 ] |
| 34 | Fanny Edelman                | 2011 | Política argentina                            | Veterana das Brigadas Internacionais na Guerra Civil Espanhola, fundadora e presidente do Partido Comunista da Argentina.                                           | [ 35 ] |
| 35 | Nguyễn Phú Trọng             | 2012 | Presidente do Vietnã                          | Secretário-geral do Partido Comunista do Vietnã. | [ 36 ] |
| 36 | Vladimir Putin               | 2014 | Presidente da Rússia                          | | [ 37 ] |
| 37 | Xi Jinping                   | 2014 | Líder do Partido Comunista da China           | | [ 38 ] |
| 38 | Choummaly Sayasone           | 2015 | Presidente do Laos                            | Tenente-general e líder supremo do Partido Popular Revolucionário do Laos.                                                                                          | [ 39 ] |
| 39 | Tomislav Nikolić             | 2015 | Presidente da Sérvia                          | Líder do Partido Radical Sérvio. | [ 40 ] |
| 40 | Cirilo I de Moscou           | 2016 | Bispo ortodoxo russo                          | Patriarca de Moscou e Toda a Rússia e Primaz da Igreja Ortodoxa Russa.                                                                                              | [ 41 ] |
| 41 | Evo Morales                  | 2016 | Presidente da Bolívia                         | | [ 42 ] |
| 42 | Nicolás Maduro               | 2016 | Presidente da Venezuela                       | | [ 43 ] |
| 43 | Nguyễn Xuân Phúc             | 2021 | Presidente do Vietnã                          | | [ 44 ] |
| 44 | Andrés Manuel López Obrador  | 2022 | Presidente do México                          | | [ 45 ] |
| 45 | Tô Lâm                       | 2024 | Presidente do Vietnã                          | | [ 46 ] |